# Nättraby Läderfabrik
Nättraby Läderfabrik var namnet på en svensk garverikoncern som låg i Nättraby i Blekinge under tiden 1896 - 1934. Den bestod av firma Pettersson och Palen samt Aktiebolaget Palen & Rydbeck och rederiet Pera. Det var under många år ett av Sveriges största garverier. .

## Historia

### Tiden i Pataholm
Ett garveri i Pataholm med anor från 1700-talet inköptes år 1865 av makarna Per Johan och Anna Pettersson. Deras son Per Julius, som tog sig namnet Palen, fick efter studentexamen i Kalmar, studera garverikemi i Köpenhamn och praktiserade sedan på garverier i Tyskland och Schweiz. Vid 20 års ålder fick han sitt mästarbrev och började samarbeta med sin far. Garveriet tillverkade sulläder av hög kvalitet och efter några år visade det sig att produktionsförhållandena i Pataholm var otillräckliga. Far och son beslutade därför att expandera verksamheten och flytta garveriet till Blekinge.

### Etablering i Blekinge
År 1896 inköptes postgården i Nättraby. Den låg intill Nättrabyån utmed landsvägen mellan Karlskrona och Ronneby. Sedan någon tid gick också en ångbåtslinje mellan Nättraby och Karlskrona, med anslutning till en nyligen anlagd smalspårig järnväg som gick norrut till Älmeboda. Tack vare de goda kommunikationerna hade ﬂera mindre industrier förlagts till Nättraby. På Kvarnkullen, där postgården legat byggdes en herrgårdsliknande fastighet, som blev huvudbyggnad för Nättraby Läderfabrik och bostad för familjen Palen.

### Firma Pettersson & Palén

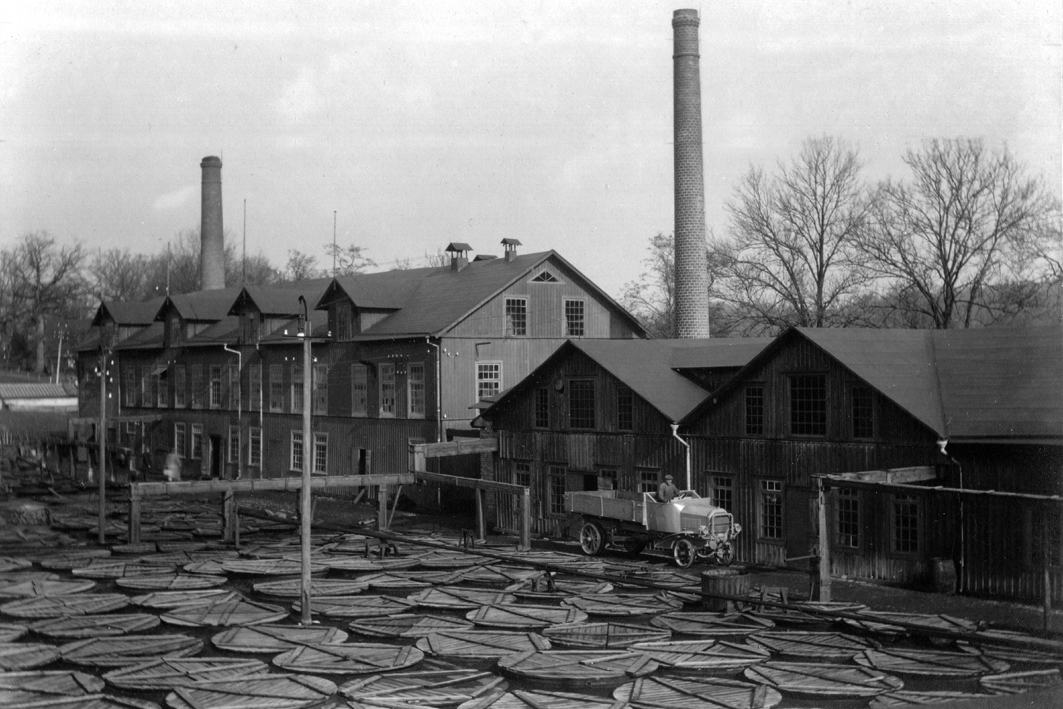
Fabriksbyggnaden Pettersson & Palén i Nättraby år 1915

Firman Pettersson & Palén byggde den nya läderfabriken utmed Nättrabyån strax söder om den gamla postgården. Eget vattentorn försåg anläggningen med rinnande vatten. Ett vattenhjul och en vattenturbin i ån samt en ångmaskin genererade kraft till sex elektriska motorer. Till fabriken byggdes barklada med torkvind, ﬂisstuga för importerad barkﬂis och snickeri. Förutom fabriksbyggnader uppfördes arbetarbostäder. Antalet anställda höll sig kring 65 personer. Produktionen utgjordes av naturgarvning med garvämnen från ek- och granbark. Mängden läder som gick åt säger också en del om omfattningen. År 1910 tillverkades cirka 100 ton sulläder och bindsulläder (inkl. koläder). Per Johan Pettersson avled år 1909 varefter hans son blev ensam ägare till fabriken.

### Aktiebolaget Palen & Rydbeck

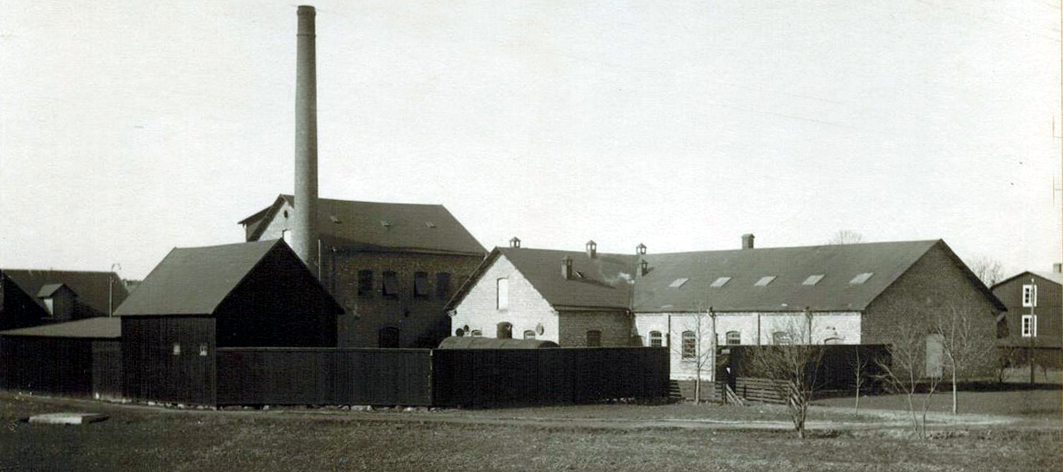
Fabriksbyggnaden Palen & Rydbeck i Nättraby år 1915

År 1907 startade Per Julius ytterligare en läderfabrik tillsammans med sin svåger Patrik Rydbeck som tillhörde en gammal garverisläkt i Kristianstad och var utbildad bergsingenjör. De bildade Aktiebolaget Palen & Rydbeck och lät bygga en fabrik några hundra meter väster om den befintliga. Här skulle det tillverkas finare överläder och läder för sadelmakeri. Det blev en modern fabrik byggd av rött tegel som drevs med mer mekaniserade metoder. I stället för direktverkande kraft från ån användes ångmaskin och ångturbin. Själva garvningen utfördes i roterande cylindrar, så kallade valkar. Denna process gick snabbare än den mer hantverksmässiga, som användes för sullädret. År 1910 tillverkades cirka 500 ton läder i fabriken. År 1914 anställdes Patrik Rydbeck som konstruktör på SKF i Göteborg. Han sålde då sina aktier till svågern och lämnade Nättraby.  

### Rederiet Pera

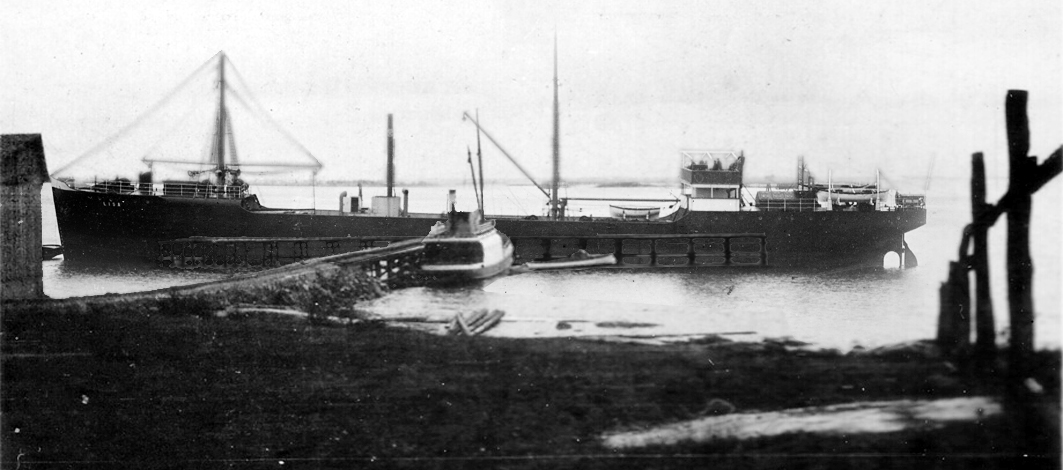
MS Lisa vid bryggan på Aspö utanför Karlskrona år 1917

Förutom hudar krävde garvningsprocessen ek- och granbark vilken levererades direkt till fabriken av lokala lantbrukare under sommaren. För att omsättningen skulle kunna öka behövdes dock andra leverantörer. Under sin praktiktid i Tyskland hade Per Julius Palen fått kontakter i Tyskland, som nu visade sig nyttiga. England och Frankrike hade blockerat Tysklands läderimport och den tyska armén skulle kunna bli en storköpare av sulläder från Nättraby om leveranskapaciteten därifrån kunde utökas. Lösningen blev att importera hudar och garvämnen från Argentina. Vid Häjenabben på Aspö anlades en egen hamn med magasin för mellanlagring av hudar som sedan transporterades upp i Nättrabyån till garveriet.
Under Första Världskriget blev det emellertid brist på civil fartygstransport över Atlanten, varför det egna rederibolaget "Pera" startades. År 1920 bestod det av följande fartyg som trafikerade sträckan Buenos Aires - Aspö: Ångfartyget Atlanten (3 500 registerton), motorseglaren Tilly (1 500 ton) och motorseglaren Lisa (1 200 ton). För transporten Aspö - Nättraby fanns två större pråmar (1 190 ton) samt tre bogserbåtar, två mindre fartyg och en lustyacht.

### Tiden 1920–1934
Efter världskrigets slut 1919 upphörde försäljningen av sulläder till tyska armén och rederiet måste successivt avvecklas. Under depressionen på 1920-talet minskade omsättningen. Det blev svårt att behålla lönsamhet i den äldsta fabriken och det blev allt svårare att få lönsam användning för
de kvarvarande fartygen. Den ekonomiska kris som uppstod när Kreugerkoncernen styckades 1932 medförde att många banker började säga upp sina företagslån. 1933 sade Handelsbanken upp samtliga lån till Nättraby Läderfabrik och försatte på så sätt företaget och dess ägare i konkurs. 

### Tiden efter 1934
I och med konkursen avslutades garveriverksamheten i Nättraby. Huvudbyggnaden förvärvades av köpman Knut Fehr, som fick ge nytt namn åt den pampiga villan. Den övertogs år 1959 av Nättraby kommun, som där inrättade kommunalkontor, poliskontor och sparbank. Efter Nättrabys sammanslagning med Karlskrona kommun år 1972 utsattes den för ett avsevärt förfall, men har senare byggnadsminnesförklarats.
I den äldsta fabriksbyggnaden etablerades år 1939 ett företag som började tillverka cellulosavadd för sjukhusändamål. Den blev så framgångsrik att den 1957 kunde etableras i en nybyggd fabrik lite högre uppför ån. På tomten där garveriet legat byggdes 14 radhus i början av 1980-talet.
Den nyare garveribyggnaden övertogs under Andra Världskriget av försvaret och användes som militärförråd fram till 2015 då den revs för att ge plats åt en ny skolbyggnad.

## Verkställande direktörer
Nättraby Läderfabrik har letts av följande fabrikörer (verkställande direktörer):
- 1896–1909 Per Pettersson
- 1909–1933 Per Julius Palen
- 1933–1934 Per Palen